# 오스피탈 인판타 소피아역
오스피탈 인판타 소피아 역(스페인어: Hospital Infanta Sofía)은 마드리드 지하철 10호선의 시종착역이다. 마드리드 지방 산세바스티안데로스레예스의 인판타 소피아 병원 근처에 위치해 있다. 요금구역상으로는 B1구역에 속한다.

## 역사
2007년 4월 26일 10호선 북부 연장구간인 메트로노르테 (MetroNorte)의 개통과 함께 시종착역으로 문을 열었다.

## 환승 정보
역 주변에 버스 시외정류장이 세 곳 있다.
버스
- 시외버스
  - 152C, 161, 166, 171, 180, 181, 182, 183, 191, 193, 194, 195, 196, 197, 199, 210번 버스 (주간)
  - N103번 버스 (야간)

지하철
| 마드리드 지하철 | 마드리드 지하철        | 마드리드 지하철                    |
| --------------- | ---------------------- | ---------------------------------- |
| 시·종착역       | 마드리드 지하철 10호선 | 레예스 카톨리코스 푸에르타 델 수르 |